# Stefano Delle Chiaje
Stefano Delle Chiaje (né en 1794 à Teano, dans la province de Caserte en Campanie et mort en 1860) était un médecin, un zoologiste, botaniste et anatomiste italien du XIXe siècle.

## Biographie
Stefano Delle Chiaje fut le conservateur du muséum de la ville de Naples.